# Битва під Хмельником (1241)
Битва біля Хмельника мала місце 18 березня 1241 року в ході вторгнення армії Монгольської імперії до Польщі. Вона закінчилася частковим програшем польських сандомирської та краківської армій, що дозволило монгольським військам безперешкодно розграбувати Краків.

## Передісторія
Монгольські війська увійшли в межі Польщі на початку 1241 року і просувалися на захід. Після поразки поляків під Турськом монгольське військо розділилося на три частини, одна з яких, під командуванням Байдара, подалася до Кракова, а дві інші під керівництвом Кадана і Орда-Іхена, взяли північний напрям.

## Хід битви
Опис битви при Хмельнику міститься у «Хроніці Яна Длугоша». Польським військом, у складі якої перебувала більша частина лицарства обох провінцій, командували краківський воєвода Володимир і сандомирський воєвода Пакослав. Монгольським військом командував Байдар. Краківський князь Болеслав V Сором'язливий до початку битви пішов з поля бою, що зробило значний деморалізуючий вплив на польське військо і викликало часткову втечу поляків. В ході битви монголи застосували тактику помилкового відступу, і польське військо було вщент розгромлено. Загинула значна частина малопольської знаті, в тому числі воєводи Володимир і Пакослав.

## Наслідки
Після поразки поляків по навколишніх землях поширилася паніка; населення поспішно залишило Краків. Джерела розходяться в тому, коли монголи вступили в місто, але не пізніше 24 березня він був спалений.
У сучасному Хмельнику встановлено пам'ятник, який присвячений битві.